# M+M's
"M+M's" je pjesma američkog rock sastava Blink-182, objavljena 6. rujna 1995. godine, kao prvi singl s debitantskog studijskog albuma sastava, Cheshire Cat iz 1995. godine. Pjesma je debitantski singl sastava te je prva koja se počela puštati na radiju. Pjesmu su napisali gitarist Tom DeLonge i basist Mark Hoppus, a govori o odmoru i ljubavi. Jedan dio teksta upućuje i na masturbaciju.
Diskografska kuća sastava, Cargo Music, dala je sastavu mali budžet za glazbeni video, koji se pojavio u nekoliko surferskih videa. U videu, trio ukrade ponešto svojim djevojkama koje ih kasnije napadnu pištoljima. "M+M's" pojavljuje se na kompilaciji sastava Greatest Hits.

## Pozadina
"M+M's" nastala je 1994. godine tijekom probe u DeLongeovoj garaži, kada se sastav pripremao za snimanje prvog albuma. Ubrzo nakon potpisivanja za Cargo Music, pjesma je snimana u poznatom studiju Westbeach Recorders u Los Angelesu. "M+M's" bazira se na akordima, Hoppusovim vokalima i tekstu o nekom odmoru. Novinar Joe Shooman opisao ju je kao "Blink u mikrokosmosu," komentirajući, "u manje od tri minute, dovode svoje brze boje do vrha."
Nakon što je Cheshire Cat bio gotov, producent O kontaktirao je prijatelja Mikea Hallorana iz radija XETRA-FM (često nazivan 91X), koji je bio ljubitelj sastava, da odredi glavni singl s albuma. "Prošli smo sve pjesme kako bi odredili ima li koja da se može suprotstaviti popularnim sastavima u to vrijeme: Nirvana, Pearl Jam, Soundgarden, itd.," napisao je Halloran 2000. godine. Uz "M+M's", najviše je bila razmatrana i "Wasting Time". Pjesma se nakon objave počela redovito puštati na radiju. DeLonge je prvo čuo pjesmu u autu pa je zatim spustio prozore i zaderao se, "upalite vražje radije," a Hoppusa je događaj podsjetio na scenu iz filma To što mi radiš. Unutar dva tjedna, postala je prva najtraženija pjesma na radiju, zbog čega je Halloran mislio da su obožavatelji Blinka blokirali liniju za pozive. Radijski uspjeh "M+M's" pomogao je sastavu ostvariti veću popularnost unutar San Diega, što je evidentirano većim brojem slušalaca iz tog područja. "Samo smo sjedili i gledali kako koncerti u SOMI pune cijeli klub, a ne pola kao prije… Dolazili su ljudi svih uzrasta," napisao je Halloran.

## Kompozicija
Pjesma je skladana u E dur tonalitetu, s mjerom 4/4 i brzim tempom od 168 otkucaja u minuti. Hoppusov raspon glasnica kreće se od D#3 to C#4. "M+M's" bazira se na akordima, Hoppusovim vokalima i tekstu o nekom odmoru. Pjesma je savršen primjer sjeverno Kalifornijskog skate punk zvuka sastava.

## Glazbeni video
Cargo je dao sastavu 10.000 dolara da snime glazbeni video za pjesmu. Darren Doane, koji je prije radio za sastave MxPx i Pennywise, režirao je video. U videu, trio se probudi pored svojih djevojaka (koje glume modeli) pa im ukradu ponešto. Kasnije prije koncerta, iste tri djevojke ih napadnu pištoljima. Originalna vizija sastava bila je nešto drugačija: "Htio sam da u videu za M+M's bude poredano pedeset likova, kojima pucamo u jaja," rekao je DeLonge 2001. godine. "Cijeli video u kojem likovima usporeno i iz bliza eksplodiraju jaja." Video je snimljen u Belmont Parku i SOMI, mjestu za punk koncerte. Ken Duario također je režirao video.
Snimanje prvog glazbenog videa dalo je sastavu samouvjerenost, iako nisu planirali promovirati video. Ipak, novi menadžer sastava, Rick DeVoe, imao je veze zbog kojih je pjesma korištena u mnogim videima skejtbordanja, surfanja, i snowbordanja. "M+M's" prvo se pojavila u Good Times, videu surfanja koji je režirao DeVoeov prijatelj Taylor Steele. Radnik u Cargo Musicu prezentirao je video MTV-u, ali direktori su "bacili snimku nakon prvog pogleda na djevojke s pištoljima," nakon čega su pitali, "zašto im pokazuje ovo sranje?"

## Format i popis pjesama
CD (1995.)
1. "M+M's" – 2:35

## Zasluge
Blink-182
- Mark Hoppus – bas-gitara, vokali
- Tom DeLonge – gitara
- Scott Raynor – bubnjevi

Ostalo osoblje
- Steve Kravac – inženjer zvuka
- The King Of Santee – inženjer zvuka
- O – produciranje

## Vanjske poveznice
- Necenzurirani glazbeni video na YouTube.com
- Cenzurirani glazbeni video na YouTube.com